# Prelude Records
La Prelude Records è stata una casa discografica indipendente statunitense. La Prelude pubblicò numerosi singoli di successo e fu tra le poche etichette disco superstiti dopo la decadenza dello stile.

## Storia
La Prelude Records venne inaugurata da Marvin Schlachter nel 1976 dalle ceneri della Pye Records, divisione statunitense dell'casa discografica britannica omonima nata due anni prima. Il francese François Kevorkian operò nella sezione A&R dell'etichetta e realizzò diversi remix per altri artisti da essa scritturati.
La prima band della quale la Prelude Records pubblicò i dischi furono i tedeschi Jumbo, autori del successo minore Turn on to Love (1976). Tra maggiori successi dell'etichetta vi sono Perfect Love Affair (1978) dei Constellation Orchestra, Come On Dance, Dance (1978) dei Saturday Night Band, In the Bush (1978) dei Musique, Come to Me (1978) di France Joli, A Little Bit of Jazz (1980) dei Nick Straker Band, Can You Handle It (1980) di Sharon Redd e Must Be the Music (1981) dei Secret Weapon. Altro brano degno di nota è Disco Circus (1979) dei Martin Circus che, pur non ottenendo soddisfacenti riscontri di vendita, viene considerato un brano di culto: infatti, negli anni a venire, apparirà in molte compilation dance, sarà remissato da numerosi artisti (compreso Kevorkian) e campionato più volte. La Prelude pubblicò anche degli LP di grande fortuna come Redd Hott (1982) di Sharon Redd, giunto al primo posto della classifica dance statunitense.